# Francia férfi jégkorong-válogatott
A francia férfi jégkorong-válogatott Franciaország nemzeti csapata, amelyet a Francia Jégkorongszövetség (franciául: Fédération Française de Hockey sur Glace) irányít. Jégkorong-világbajnokságon és olimpián sem nyert még érmet, 1924-ben Európa-bajnoki címet szerzett.

## Eredmények

### Európa-bajnokság
- 1910–1922 – nem vett részt
- 1923 –  Ezüst
- 1924 –  Arany
- 1925 – nem vett részt
- 1926 – 5. hely
- 1927 – nem vett részt
- 1929 – nem vett részt
- 1932 – 6. hely

### Világbajnokság
1920 és 1968 között a téli olimpia minősült az az évi világbajnokságnak is. Ezek az eredmények kétszer szerepelnek a listában.
- 1920 – 5. hely
- 1924 – 5. hely
- 1928 – 6. hely
- 1930 – 6. hely
- 1931 – 9. hely
- 1932 – nem vett részt
- 1933 – nem vett részt
- 1934 – 11. hely
- 1935 – 7. hely
- 1936 – 9. hely
- 1937 – 7. hely
- 1938–1939, 1947–1949 – nem vett részt
- 1950 – 9. hely
- 1951 – 9. hely (B csop., 2. hely)
- 1952 – 15. hely (B csop., 6. hely)
- 1953 – 8. hely (B csop., 5. hely)
- 1954–1960 – nem vett részt
- 1961 – 16. hely (C csop., 2. hely)
- 1962 – 11. hely (B csop., 3. hely)
- 1963 – 14. hely (B csop., 6. hely)
- 1964 – nem vett részt
- 1965 – 17. hely (B csop., 9. hely)
- 1966 – 20. hely (C csop., 4. hely)
- 1967 – 20. hely (C csop., 4. hely)
- 1968 – 14. hely
- 1969 – nem vett részt
- 1970 – 18. hely (C csop., 4. hely)
- 1971 – 16. hely (C csop., 2. hely)
- 1972 – nem vett részt
- 1973 – 20. hely (C csop., 6. hely)
- 1974 – 19. hely (C csop., 5. hely)
- 1975 – 19. hely (C csop., 5. hely)
- 1976 – 19. hely (C csop., 3. hely)
- 1977 – 21. hely (C csop., 4. hely)
- 1978 – 22. hely (C csop., 6. hely)
- 1979 – 21. hely (C csop., 3. hely)
- 1981 – 21. hely (C csop., 5. hely)
- 1982 – 20. hely (C csop., 4. hely)
- 1983 – 21. hely (C csop., 5. hely)
- 1985 – 17. hely (C csop., 1. hely)
- 1986 – 12. hely (B csop., 4. hely)
- 1987 – 12. hely (B csop., 4. hely)
- 1989 – 11. hely (B csop., 3. hely)
- 1990 – 12. hely (B csop., 4. hely)
- 1991 – 11. hely (B csop., 3. hely)
- 1992 – 11. hely
- 1993 – 12. hely
- 1994 – 10. hely
- 1995 – 8. hely
- 1996 – 11. hely
- 1997 – 11. hely
- 1998 – 13. hely
- 1999 – 15. hely
- 2000 – 15. hely
- 2001 – 20. hely (Divízió I A, 2. hely)
- 2002 – 19. hely (Divízió I A, 2. hely)
- 2003 – 18. hely (Divízió I B, 1. hely)
- 2004 – 16. hely
- 2005 – 20. hely (Divízió I B, 2. hely)
- 2006 – 20. hely (Divízió I A, 2. hely)
- 2007 – 18. hely (Divízió I A, 1. hely)
- 2008 – 14. hely
- 2009 – 12. hely
- 2010 – 14. hely
- 2011 – 12. hely
- 2012 – 9. hely
- 2013 – 12. hely
- 2014 – 8. hely
- 2015 – 12. hely
- 2016 – 14. hely
- 2017 – 9. hely
- 2018 – 12. hely
- 2019 – 15. hely

### Olimpiai játékok
- 1920 – 5. hely
- 1924 – 5. hely
- 1928 – 6. hely
- 1932 – nem vett részt
- 1936 – 9. hely
- 1948–1964 – nem jutott ki
- 1968 – 14. hely
- 1972–1984 – nem jutott ki
- 1988 – 11. hely
- 1992 – 8. hely
- 1994 – 10. hely
- 1998 – 11. hely
- 2002 – 14. hely
- 2006–2022 – nem jutott ki